# 금자광록대부 태자첨사의성군 김공 신도비
금자광록대부 태자첨사의성군 김공 신도비(金紫光祿大夫 太子詹事義城君 金公 神道碑)는 대한민국 경상북도 의성군 사곡면에 있다. 2015년 6월 19일 의성군의 문화유산 제34호로 지정되었다.

## 개요
본 신도비는 고려 말 홍건족 무리를 소탕하여 고려금자광록대부(高麗金紫光祿大夫) 태자첨사의성군(太子詹事義城君)으로 책록된 김용비(金龍庇)의 것이다.